# Horst Bullan
Horst Bullan (* 27. Februar 1926 in Kiekebusch; † 22. Oktober 2016 in Leipzig) war ein deutscher Historiker und Verlagsleiter in der DDR. Er war von 1968 bis 1989 Leiter der Urania-Verlagsgruppe in Leipzig und Berlin.

## Leben
Bullan, Sohn eines Musikers, besuchte nach der Volksschule von 1940 bis 1943 eine Kadettenanstalt und legte dann das sogenannte Kriegsabitur ab. Bis 1945 kämpfte er im Rang eines Leutnants der deutschen Wehrmacht im Zweiten Weltkrieg und war in Italien eingesetzt. Im Mai 1945 geriet er in sowjetische Kriegsgefangenschaft und wurde bis Februar 1948 im Lager Tscherepowez interniert. In Gefangenschaft wurde er Mitglied des antifaschistischen Nationalkomitees Freies Deutschland (NKFD).
1948 kehrte Bullan nach Deutschland zurück und nahm an einer Umschulung teil. 1950 verpflichtete er sich bei der Kasernierten Volkspolizei (KVP) der DDR und wurde Lehrer an einer Offiziersschule. 1953 schloss er ein Studium der Militärgeschichte als Diplom-Historiker an der Universität Leipzig ab und wurde im Rang eines Majors Lektor für Geschichte und Militärgeschichte an der Militärpolitischen Hochschule Wilhelm Pieck der Nationalen Volksarmee (NVA). Von 1959 bis 1963 war Bullan Lektoratsleiter im Fachbuchverlag mit dem Arbeitsgebiet Nachschlagewerke.
1964 übernahm Bullan das Cheflektorat im Urania-Verlag und führte eine thematische Neuorientierung des Verlagshauses durch. Von 1968 bis 1989 war Bullan Leiter der dem Urania-Verlag angeschlossenen Verlagsgruppe, der neben Urania in Leipzig und Berlin, der Neumann Verlag in Radebeul, der Ziemsen Verlag in Wittenberg und der Arnold Verlag in Leipzig angehörten. Außerdem war Bullan Mitglied der Präsidien des Kulturbundes der DDR und der Urania-Gesellschaft.
Von 1990 bis 1992 war Bullan Leiter des Büros des Münchner Südwest Verlages in Leipzig. Er lebte in Leipzig.

## Werk
In den 1950er Jahren trat Bullan mit diversen Veröffentlichungen zum Zweiten Weltkrieg hervor und leitete eine Arbeitsgruppe über den Wehrmachtsgeneral Friedrich Paulus. In den 1960er Jahren wendete sich Bullan populärwissenschaftlichen Veröffentlichungen zu und wurde später maßgeblich verantwortlich für die Entwicklung, Gestaltung und Verbreitung populärwissenschaftlicher Literatur in der DDR.

## Ehrungen
- 1976 und 1988 Vaterländischer Verdienstorden (DDR)
- 1984 Wilhelm-Bracke-Medaille in Gold[2]